# Françoise d'Humières
Françoise d'Humières, Dame de Contay, född 1489, död 1557, var en fransk hovfunktionär. Hon var Guvernant till Frankrikes barn under kung Henrik II av Frankrike.
Hon och hennes make Jean d'Humières utnämndes 1544 till guvernör respektive guvernant för kungabarnen. De tog sina order från Diane de Poitiers och basade över en stor personal med ytterligare underordnade guvernörer och guvernanter. Hennes make avled 1550, men hon fortsatte att ha överseendet över kungabarnen, nu i samarbete med den nye guvernören Claude d'Urfe. 
Många brev från henne angående kungabarnens uppfostran har bevarats.